# Empereur : La Bataille pour Dune
Empereur : La Bataille pour Dune (Emperor: Battle for Dune) développé par Westwood Studios est un jeu de stratégie en temps réel en 3D sorti en 2001 qui se base sur l’univers de Dune. Il remet au goût du jour Dune II : La Bataille d’Arrakis et Dune 2000.
Comme beaucoup de jeux de Westwood Studios, ce jeu bénéficie de cinématiques filmées qui permettent d'introduire l'intrigue du jeu.

## Histoire
La trame commence peu après la fin de Dune 2000. L'empereur a été assassiné par sa concubine Lady Elara. Privé de dirigeant, le Landsraad se retrouve plongé dans le chaos.
Pour rétablir l'ordre, la Guilde spatiale propose un défi aux trois grandes maisons que sont la Maison Atréides, la Maison Harkonnen et la Maison Ordos : la guerre des assassins sur la planète Arrakis. La maison qui remportera cette guerre dirigera le Landsraad et sera maître de Dune, seule source de l'Épice.
En début de campagne, chacun des trois camps possède une partie de la surface d'Arrakis et doit conquérir les territoires des autres maisons en cherchant des alliances auprès des maisons mineures. Les combats se déroulent principalement sur Arrakis mais certaines missions s'effectuent sur les planètes-mère des maisons ainsi qu'à bord d'un long courier de la Guilde.

## Système de jeu
La campagne se base sur un système original de conquêtes de territoires. Elle est découpée en deux phases.
Une phase stratégique où le joueur et les ennemis décident tour à tour de quel territoire attaquer à l'échelle planétaire. En fonction des territoires conquis, des alliances formées et des missions secondaires remplies dans la phase tactique, le joueur peut bénéficier de bonus dans les missions à venir.
Ces bonus sont de plusieurs ordres:
- Technologique lorsqu'une alliance est formée avec une maison mineure qui permet de produire des unités spéciales
- Economique lorsque certaines missions secondaires sont accomplies
- Militaire via l'arrivée périodique de renforts depuis les territoires voisins. Plus le joueur contrôle de territoires adjacents, plus les renforts sont fréquents

Une phase tactique en temps réel qui constitue la phase de jeu principale. Le principe est hérité de celui de Command and Conquer. Les missions sont de deux types:
- En début de partie le joueur doit développer sa base, récolter des ressources pour ensuite attaquer l'ennemi. Le plus souvent il peut choisir de remplir un objectif secondaire pour débloquer des bonus
- Missions sans l'appui d'une base. Le joueur prend la tête d'un petit détachement d'hommes et doit accomplir plusieurs objectifs

## Factions

### Maison Atréides
La Maison Atréides est caractérisée par son sens de l'honneur et le respect des conventions entre les différentes maisons. Leur planète, Caladan, est représentée comme une planète principalement océanique. La végétation est luxuriante sur les terres émergées où se produisent les combats. L'ambiance sonore de cette maison est de type symphonique, voire new age.
Les missions spéciales sont principalement constituées de cas de légitime défense contre des attaques des autres maisons et des missions où le but est de protéger des civils.

### Maison Harkonnen
La Maison Harkonnen est caractérisée par sa brutalité. Leur planète, Giedi Prime, est représentée par un désert pollué, noir où coule des fleuves de lave. L'ambiance sonore est constituée de musique heavy metal, les tons sont majoritairement rouges.
Les Harkonnens possèdent des véhicules peu conventionnels qui sont étudiés pour infliger un maximum de dégâts, sans aucune autre considération. Ainsi ils possèdent des armes nucléaires (un char et un missile) et les véhicules et bâtiments crachent une épaisse fumée noire. Les unités Harkonnen sont lentes et ne peuvent pas être réparées mais en contrepartie elles sont plus puissantes que celles des autres maisons. Les attaques sont donc le plus souvent frontales et les unités trop endommagées sont sacrifiées.
Les missions spéciales des Harkonnen sont principalement la destruction des Fremen, l'assassinat d'Atréides au mépris des différentes conventions et une guerre civile entre deux factions de la maison.

### Maison Ordos
La Maison Ordos est caractérisée par sa fourberie. Leur planète,  Sigma Draconis IV, est un désert de glace. L'ambiance sonore est constituée de musique électronique.
Les unités Ordos sont relativement faibles comparées aux autres mais sont rapides grâce à des technologies de lévitation. Elles sont en outre équipées de laser et protégées par des boucliers ce qui permet aux unités de se régénérer mais attire les vers. Dès qu'un tir de laser touche un bouclier, l'unité visée et l'attaquant sont détruits. Les Ordos sont spécialisés dans les assauts éclairs et évitent les assauts frontaux.
Les missions spéciales des Ordos visent à affaiblir les deux autres Maisons en usant de stratagèmes pour qu'elles épuisent leurs forces avant de les détruire.

### Maisons mineures
Au cours du jeu, le joueur peut s'allier avec des Maisons mineures afin de bénéficier de technologies spéciales. À moins d'user de tromperie il n'est pas possible de s'allier à toutes les maisons mineures car certaines sont ennemies.
Ces maisons, au nombre de cinq, sont les suivantes :
- le Bene Tleilax: il propose des technologies biologiques qui permettent de contaminer des unités ennemies
- les Fremens: ils constituent une excellente infanterie furtive qui peut appeler des vers des sables
- la Guilde spatiale: elle met à disposition des navigateurs dotés de pouvoirs issus de l'épice
- les Ixiens: ils disposent de matériel de haute technologie
- les Sardaukars: ils constituent l'infanterie la plus puissante

## Les unités
Chaque maison dispose d’unités différentes avec des capacités différentes qu’il est bon de connaître et de mémoriser durant les parties.

### Grandes Maisons

#### Unités communes
- Éclaireur : Les éclaireurs sont des fantassins transportant des jumelles. Ils voient plus loin que les autres unités et utilisent un système camouflage lorsqu'ils sont immobiles.
- Ingénieur : Les ingénieurs servent à capturer les bâtiments, à les réparer et à retirer les larves de sangsue. Seul l'ingénieur Harkonnen est armé d'un pistolet.
- VCM : Le véhicule de construction mobile permet l’établissement de bases sur Arrakis. Il se change en chantier de construction quand il est déployé.
- Moissonneuse : Usine mobile servant à récolter l’Épice, puis à le déposer à la raffinerie.
- Aile portante : Cet avion travaille en tandem avec les moissonneuses en les transportant d’un endroit à l’autre rapidement. Elle est fournie gratuitement à l’achat d’une moissonneuse. Elle n’est pas armée.
- Aile portante avancée : La version militaire de l’aile portante est capable de transporter n’importe quel véhicule. Elle est lourdement blindée mais est très vulnérable pendant l’atterrissage.

#### Atréides
Les Atréides possèdent une infanterie d’une loyauté à toute épreuve.
Dès qu’elle arrive au troisième grade, elle peut retourner dans la caserne pour entraîner ses semblables au niveau supérieur.
- Infanterie légère : Ces soldats sont armés de mitrailleuses efficaces contre l’infanterie mais pas contre les véhicules.
- Sniper : Les snipers ont un fusil à grande portée. Ils infligent de lourds dégâts aux infanteries mais sont inefficaces contre les véhicules.
- Khandjar : Les khandjars possèdent deux armes : un pistolet et un mortier, qu'ils utilisent quand ils sont déployés. Ce dernier est très efficace pour percer les blindages des véhicules.

- Moto des sables : Ce véhicule éclaireur est muni d’un canon léger efficace contre l’infanterie. Son atout majeur reste sa vitesse.
- Mangouste : Cette machine assez lente est armée d’un lance-missiles monté sur tourelle qui lui permet de tirer tout en se déplaçant, sur des cibles terrestres ou aériennes.
- Minotaure : Cette unité est dotée de 4 canons envoyant des obus à longue portée efficaces sur les infanteries. La précision n’est pas son fort mais le rayon d’explosion compense ce handicap.
- Char sonique : Le char sonique projette des ondes de son en ligne droite endommageant au passage alliés comme ennemis. Sa vitesse est moyenne tout comme son blindage.
- Véhicule de réparation : Cet engin répare toutes les machines alliées sur le champ de bataille.
- VBTT : Véhicule blindé de transport de troupes furtif et armé d’un canon de 30 mm perçant les blindages. Il peut transporter jusqu'à 5 fantassins et les redéployer partout.

- Ornitoptère : Cette machine volante se déplace rapidement et tire des missiles efficaces contre les véhicules et les bâtiments.
- Drone aérien : Ce petit engin sert à défendre la base. Il est armé d’un lance-missiles qui fait feu sur les unités aériennes ennemies à sa portée. Il a un blindage léger.

- Faucon d’attaque : La super arme des Atréides effectue des piqués vers les unités ennemies et les fait fuir.

#### Harkonnen
Les Harkonnens disposent d’unités puissantes. Les sièges sont faciles à lancer mais sont chers.
- Infanterie légère : Ces soldats sont armés de mitrailleuses efficaces contre l’infanterie mais pas contre les véhicules.
- Soldat d’élite : Les soldats d’élites possèdent un bazooka qui perce le blindage des véhicules terrestres ou aériens.
- Soldat lance-flammes : Il est muni d’un lance-flammes efficace à courte distance contre l’infanterie et les véhicules. Il est lent mais lourdement blindé ; il explose en mourant.

- Faucheuse : Le véhicule terrestre le plus rapide des Harkonnen. Plus lent mais mieux armé que la moto des sables Atréides, elle possède deux types d'armes : deux canons légers et un roue dentée centrale pour faucher l’infanterie et détruire les champs d’épice.
- Char d’assaut : Cet engin blindé a été conçu pour enfoncer les défenses ennemies. Ses inconvénients sont sa lenteur et son canon fixe ; ce dernier étant bon face aux blindages.
- Char lance-flammes : Il est doté de deux canons lance-flammes pouvant enflammer un ou plusieurs ennemis. Il se révèle très utile contre les fantassins.
- Char lance-missiles : Cette unité lente et légèrement blindée se tient à l’écart des combats en envoyant une salve de huit missiles très puissants. Leur rechargement est relativement long.
- Catapulte Inkvine : Cette machine envoie des projectiles toxiques à longue distance qui laissent une trace pouvant être enflammée pour créer un mur incandescent.
- Dévastateur : C’est la machine la plus puissante des Harkonnen. Elle est munie de deux canons à plasma redoutables contre les blindages, et une tourelle anti-aérienne qui compense son manque de mobilité. Déployé, il s’auto-détruira en faisant sauter son réacteur et en générant une énorme explosion.

- Hélicoptère de combat : Il est plus lent mais mieux armé que l’ornitoptère des Atréides.
- PDA : La plateforme de défense aérienne sert à défendre la base. Elle mitraille toutes les unités ennemies à sa portée.

- Main de la mort : La super arme des Harkonnen est une tête nucléaire. En explosant, elle libère un nuage radioactif rognant la santé des unités et des bâtiments.

#### Ordos
La Maison Ordos a développé des technologies de régénération des unités.
- Soldat NBC : Cette infanterie utilise un gaz toxique à courte portée efficace contre les fantassins ennemis.
- Soldat DCA : Il porte un lance-missiles moins puissant que le bazooka des Harkonnen, qui touche les unités terrestres et aériennes.
- Infanterie mortier : Cette infanterie possède deux armes : un pistolet et un canon de mortier, qu'il utilise quand il est déployé.
- Saboteur : Le saboteur porte des explosifs sur le corps qu'il fait exploser lorsqu'il est déployé.

- Maraudeur : Cette « araignée » mécanique est munie d’un canon léger efficace contre l’infanterie. C’est la seule unité capable de pénétrer les cuvettes de poussières de Dune.
- Char laser : Le char-laser dispose d’un bouclier et d’un canon-laser monté sur tourelle. Grâce à ses déplacements sur coussins d’air, il peut se stopper sur les cuvettes de poussières.
- Kobra : Cette unité ressemble à un char d’assaut Harkonnen, mais, déployé, il se transforme en obusier.
- Déviant : Ses missiles contiennent un gaz de contrôle cérébral qui transforme la cible en une unité Ordos pour un petit moment.
- VBTT : Moins blindé mais plus puissant que son homologue Atréides, il est armé d’un lance-missiles sur tourelle et d’un bouclier.

- Œil du ciel : Cette unité aérienne n’est pas armée mais peut larguer un saboteur qui pourra être utilisé une fois à terre. À employer stratégiquement.
- Mine anti-aérienne : Elle se déplace lentement et explose en projetant une nuée de missiles dès qu’un avion passe à sa portée.

- Foudre Ordos : La super arme des Ordos est un dispositif puissant lançant un éclair sur les unités, les rendant incontrôlables.

### Maisons mineures
Il existe dans ce jeu cinq maisons mineures, chacune ayant ses avantages et ses inconvénients (cf. manuel du jeu).

#### Bene Tleilax
Les unités du Bene Tleilax se dupliquent en faisant muter les unités ennemis.
- Contaminateur : En entrant en contact avec une infanterie ennemie, il la transforme instantanément en contaminateur.
- Sangsue : Ce char biogénique catapulte des larves sur les véhicules ennemis qui perdent des points de vie au fur et à mesure que le temps passe. Lorsque l'unité explose, elle se transforme en Sangsue. On peut désinfecter une machine contaminée avec un ingénieur.

#### Sardaukars
Les Sardaukars forment les légions impériales, très bien armées et résistantes.
- Sardaukar : Fantassin doté d’une mitrailleuse très puissante et d’une armure hyper-résistante.
- Sardaukar d’élite : La version anti-char des Sardaukars, armée d’un laser efficace sur toutes les ennemis et d’un couteau pour décapiter l’infanterie ennemie au corps à corps.

#### Fremen
Les Fremens sont les habitants du désert. Ils savent se camoufler et traverser le désert sans attirer les redoutables vers des sables.
- Fremen : Ces infanteries furtives forment une bonne garde d’élite armée de fusils à barillets. Ils se déplacent sans alerter l’attention ni des ennemis, ni des vers.
- Feydakin : Il s'agit aussi d'une infanterie furtive mais équipé d'une arme sonique dévastatrice. Déployé dans le désert, il sort son marteleur pour appeler un ver, et ensuite le chevaucher.

#### Ixiens
Les Ixiens trompent leurs ennemis pour les désorienter ; c’est parfait pour les embuscades et les diversions.
- Infiltrateur : Les infiltrateurs sont des véhicules piégés invisibles, même quand elles se déplacent. Quand il explose, il révèlent les unités ennemis camouflées à proximité.
- Holochar : Ce tank doté d'un canon moyen peut, une fois déployé, créer de fausses unités pendant un certain temps. Ces doubles disparaissent si on les touche mais attaquent comme les originaux.

#### Guilde spatiale
Les unités de la Guilde spatiale lancent des éclairs pouvant toucher plusieurs cibles à la fois.
- Guildien : Le guildien jette des éclairs pouvant toucher plusieurs adversaires. Il n’attire pas les vers.
- Char NIAB de la Guilde : Guildien placé dans sa cuve à épice mobile. Il jette aussi des éclairs et possède un blindage moyen. Il peut se téléporter à une distance limitée, mais cela consomme toute son énergie.

### Vers des sables
Ces vers vivent sous le sable et sont sensibles aux vibrations que les unités émettent dans leurs déplacements. À fleur du sable, ils produisent des éclairs. Il ne peut accéder aux zones rocheuses. Si sa vie chute, le ver retourne dans le sable.

### Tornades de sable
Les tempêtes de sable sont des tourbillons dévastateurs qui emportent les unités d'infanteries dans le ciel et endommagent les bâtiments et les machines. Elle se produisent toutefois assez rarement.

### Unités spéciales
Ces unités n’apparaissent que dans le mode « campagne » :
- Général : Le général est important, il faut qu’il survive jusqu'à la fin de la mission.
- Ghola : Les Ordos utilisent des gholas comme appât, ou comme unité sous faux pavillon pour remettre en question les alliances des ennemies.
- Assassin danseur-visage : Les assassins du Bene Tleilax copient les unités pour mieux tromper les forces de sécurité.
- Scientifique Ixien : Les scientifiques de la maison d’Ix sont prêts à fournir des unités si vous leur rendez quelques services.
- Caravane sangsue : Véhicules de transport Tleilaxu contenant des sangsues.
- Jeep des contrebandiers : Ces véhicules légers armés de lance-roquettes sont très rapides. Les contrebandiers sont les alliés des Ordos.
- Aviateur de la Guilde : Ces avions non-armés surveillent le canyon au bout duquel se trouve l'Empereur Navigateur. Dès qu'ils repèrent une unité ennemie, ils appellent des renforts pour contrecarrer l'offensive. On les voit uniquement lors de la dernière mission.

## Bande son
La bande son du jeu a été créée par trois compositeurs différents. Chaque compositeur a écrit la musique pour une des Maisons.
- Frank Klepacki : maison Atréides
- David Arkenstone : maison Harkonnen
- Jarrid Mendelson : maison Ordos

## Cinématiques
Les cinématiques font intervenir des acteurs. Elles interviennent entre deux missions et permettent d'introduire les objectifs et de dérouler le scénario.
Au niveau graphique, elles se sont inspirées de Dune, le film de David Lynch.
- Adrian Sparks : Empereur Corrino
- Musetta Vander : Lady Elara
- Michael Dorn : Duc Achillius Atréides
- Nicholas Worth : Mentat Atréides
- Mike McShane : Baron Rakan Harkonnen
- Vincent Schiavelli : Mentat et ghola Harkonnen
- David Reynolds : Copec Harkonnen
- Joel Christian : Gunseng Harkonnen

## Accueil
| Empereur : La Bataille pour Dune |      |       |
| Média                            | Pays | Notes |
| Computer Gaming World            | US   | 2.5/5 |
| Gamekult                         | FR   | 6/10  |
| GameSpot                         | US   | 83 %  |
| Gen4                             | FR   | 13/20 |
| Jeuxvideo.com                    | FR   | 14/20 |
| Joystick                         | FR   | 85 %  |
| PC Gamer US                      | US   | 89 %  |
| PC Zone                          | US   | 76 %  |